# Opasia
Opasia var navnet på Tele Danmarks internetafdeling siden lanceringen den 13. maj 1996 frem til 24. september 2002, hvor koncernen besluttede at droppe navnet og skifte til TDC Internet.. Forinden lanceringen havde Tele Danmark opkøbt flere internetudbydere i Danmark, bl.a. Diatel for at gå ind på markedet. Tele Danmark valgte en strategi, hvor de satsede på både at have rollen som netværksleverandør og indholdsudbyder med en stærk integration mellem de to roller. Til dette formål lancerede Tele Danmark brandet Opasia. Opasia var indholdsportalen på www.opasia.dk – en generel indholdsportal med et stort udvalg af sektioner inden for alle emner[kilde mangler]. Opasia indeholdt bl.a. nyheder, shopping, ungdomssektionen "Kult" og links til relevante medier og virksomheder i Danmark. For at promovere denne portal overfor kunderne, blev Tele Danmarks første internetprodukt til privatpersoner døbt Opasia.
Produktet bestod i et dialup-internetabonnement, der ved lanceringen kostede 195 kr. i kvartalet (65,- om måneden, afregnet kvartalsvis forud), en Opasia CD-ROM og et telefonmodem. Da produktet blev lanceret indeholdt CD-ROM'en en omfattende virtuel præ-renderet storby i 3D præsenteret gennem QuickTime VR. Byen som brugeren kunne klikke rundt sig i, var inddelt i forskellige områder med hver sit tema. Der var bl.a. et rejse-område og et shopping-område. I de forskellige områder fandt brugerne et mix af reklamer for virksomheder og information om temaet. Informationerne var korte, men indeholdt ofte links til opasia.dk hvis brugeren ønskede mere information om emnet. Ideen var at Tele Danmark med det virtuelle Opasia skulle fungere som en kontaktformidler mellem bruger og websted og på den måde skabe indtægter gennem reklamekroner fra websteder, der ønskede eksponering og minuttakster fra kunder, der ønskede at besøge disse sider.
Selvom Tele Danmark brugte mange ressourcer på at opbygge den virtuelle Opasia-by, slog den aldrig rigtig igennem og den rolle som Tele Danmark håbede på at få, blev i stedet for erobret af uafhængige portaler som f.eks. Jubii og Yahoo. Tele Danmark har erkendt dette faktum og har siden 2003 nedlagt en række af deres tjenester. Resterne af Opasia kan ses på efterfølgeren TDC Online.

## CD-ROM'en
Opasia CD-ROM'en indeholdt en browser. Ved lanceringen var det Netscape Navigator og senere hen fik brugeren også mulighed for at vælge Internet Explorer og til sidst droppede Opasia at bruge Netscape Navigator og satsede udelukkende på Internet Explorer. CD-ROM'en indeholdt også et udvalg af internet-relaterede shareware og freeware utilities og programmer. Bl.a. et udvalg HTML-værktøjer, FTP-klienter, Mail-klienter og Download Managers.
Opasia CD-ROM'en blev tillige distribueret sammen med udgivelsen Vilde Riis, en CD med indhold fra og om Bjarne Riis' sejr i Tour de France 1996.

## Navn
Projektet havde arbejdstitlen Webland, men blev omdøbt til Opasia, da markedsføringskampagnen omkring produktlanceringen skulle udformes. Formålet var at skabe et unikt produktnavn uden forudgående mening. En medarbejder fra TDC Internet har oplyst, at OPA kommer fra initialerne i Olof Palmes Allé, hvilket er den adresse Opasia befandt sig på i Aarhus. SIA er eftersigende et udtryk, man brugte internt i TDC Internet, som skulle have betydet Secure internet access, således det samlede navn betød Oluf Palmes Allé Secure Internet Access.